# Ghouta

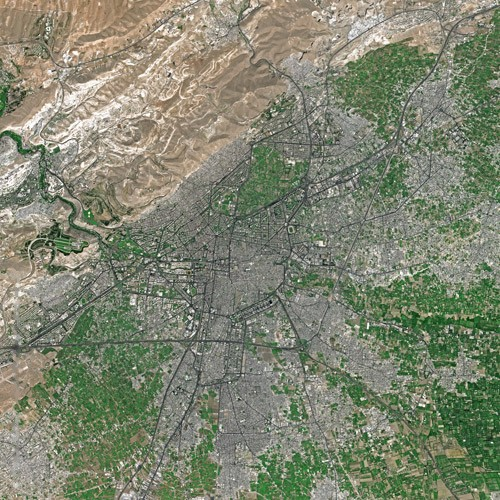
O vedere din satelit a Damascului în 2006

Ghouta (în arabă غُوطَةُ دِمَشْقَ / ALA-LC: Ḡūṭat Dimašq) este o zonă rurală și o zonă suburbană din sud-vestul Siriei care înconjoară orașul Damasc de-a lungul marginii sale estice și sudice.

## Nume
Ghouta este termenul arab (ghuta) pentru „grădină”.

## Geografie
Ghouta este o oază formată din râul Barada, deoarece apele sale curg la est de Muntele Qasioun, și cei șapte afluenți ai săi. Ea înconjoară orașul Damascului. La est și la sud de Ghouta se află câmpia Marj, care formează o centură îngustă de câmpuri, și la sud de aceasta se află câmpia Hauran. Valea râului Barada se învecinează cu Ghouta la nord-est. Zona de la nord de Ghouta este mai puțin fertilă și în cele din urmă țară de deal pustie. La vest de regiune se află Munții Anti-Liban.
Ghouta este istoric cea mai celebră „zonă verde” (o zonă înverzită, fertilă în jurul unui centru urban) din Levant, potrivit istoricului Beshara Doumani. El observă, de asemenea, că faima sa în această privință persistă, în ciuda pierderii semnificative a zonelor sale plantate la dezvoltarea extinderii suburbane, a autostrăzilor extinse și a efectelor Războiului Civil Sirian. A fost caracterizată istoric de sate agricole, grădini vaste, livezi și podgorii, care se întindeau până la 10 kilometeri (6,2 mi) de la limitele Orașului Vechi al Damascului. Terenurile din Ghouta au fost făcute rodnice prin irigații. Acești factori au distins-o de Marjul dependent de ploaie, în principal de cereale.
Dimensiunea Ghouta a variat considerabil în momente diferite și în funcție de diferite sondaje și estimări. În secolul al XX-lea jurnalistul sirian Muhammad Kurd Ali a aproximat că se întindea pe o suprafață de 20 by 10 kilometeri (12,4 × 6,2 mi). în timp ce un sondaj din 2000 a raportat că regiunea se întindea pe 19.000 de hectare.